# Mijaín López

La Jocurile Olimpice din 2020

Mijaín López Núñez  (n. 20 august 1982, Herradura⁠(d), Pinar del Río Province⁠(d), Cuba) este un fost luptător cubanez specializat în lupte greco-romane. El este considerat unul dintre cei mai buni luptători din toate timpurile.

## Carieră
Sportivul a participat pentru prima dată la Jocurile Olimpice în 2004. A ocupat locul 5 la Atena în categoria de 120 kg, în timp ce fratele lui Michel López a câștigat medalia de bronz la box. Din 2008 până în 2024, Mijaín López a devenit campion olimpic de cinci ori la rând. Este singurul sportiv masculin care a câstigat 5 medalii de aur olimpice consecutive la aceeași probă. De asemenea, a devenit de cinci ori campion mondial, în anii 2005, 2007, 2009, 2010 și 2014, și de trei ori a fost vicecampion mondial. După ultima sa luptă la Jocurile Olimpice de la Paris din 2024, s-a retras.

## Palmares
| An   | Competiție          | Locație                  | Loc | Eveniment |
| ---- | ------------------- | ------------------------ | --- | --------- |
| 2005 | Campionatul Mondial | Budapesta, Ungaria       | 1   | 120 kg    |
| 2006 | Campionatul Mondial | Guangzhou, China         | 2   | 120 kg    |
| 2007 | Campionatul Mondial | Baku, Azerbaidjan        | 1   | 120 kg    |
| 2008 | Jocurile Olimpice   | Beijing, China           | 1   | 120 kg    |
| 2009 | Campionatul Mondial | Herning, Danemarca       | 1   | 120 kg    |
| 2010 | Campionatul Mondial | Moscova, Rusia           | 1   | 120 kg    |
| 2011 | Campionatul Mondial | Istanbul, Turcia         | 2   | 120 kg    |
| 2012 | Jocurile Olimpice   | Londra, Marea Britanie   | 1   | 120 kg    |
| 2014 | Campionatul Mondial | Tașkent, Uzbekistan      | 1   | 130 kg    |
| 2015 | Campionatul Mondial | Las Vegas, Statele Unite | 2   | 130 kg    |
| 2016 | Jocurile Olimpice   | Rio de Janeiro, Brazilia | 1   | 130 kg    |
| 2021 | Jocurile Olimpice   | Tokio, Japonia           | 1   | 130 kg    |
| 2024 | Jocurile Olimpice   | Paris, Franța            | 1   | 130 kg    |

## Legături externe
- Materiale media legate de Mijaín López la Wikimedia Commons
- en Mijaín López la Olympedia.org
- en  Mijaín López la International Wrestling Database